# Campeonato Baiano de Futebol de 2018
O Campeonato Baiano de 2018 foi a 114.ª edição desta competição futebolística organizada pela Federação Bahiana de Futebol (FBF). O torneio teve início em 21 de janeiro e se encerrou no dia 8 de abril de 2018.
O título desta edição ficou com o Bahia, que terminou a fase inicial na segunda colocação e prosseguiu superando Juazeirense e Esporte Clube Vitória. O clássico Ba-Vi, inclusive, protagonizou a decisão do torneio, na qual o Bahia saiu vitorioso após vencer o adversário nas duas partidas. O feito significou o quadragésimo sétimo título do Bahia na história da competição e interrompeu uma sequência de duas conquistas do rival.
O rebaixamento para a segunda divisão de 2019 foi definido na última rodada da fase inicial, quando o Atlântico perdeu da Juazeirense. Com uma campanha de dois empates e sete derrotas, o clube de Lauro de Freitas somou apenas dois pontos em todo o torneio.

## Participantes e regulamento
O regulamento do Campeonato Baiano de 2018 apresentou algumas mudanças em relação ao do ano anterior: numa primeira fase, as dez agremiações participantes se enfrentaram em turno único com pontos corridos. Após nove rodadas, o último colocado foi rebaixado para a segunda divisão, enquanto os quatro primeiros se qualificaram para as semifinais. Após partidas de ida e volta das semifinais, disputadas entre o clube melhor colocado na primeira fase e o quarto melhor e entre o segundo e o terceiro, os dois vencedores avançaram para a final. Esta terceira e última fase foi disputada também em duas partidas, com o mando de campo da última partida e a vantagem do empate para o clube com melhor campanha.
Além das nove agremiações que permaneceram no escalão na temporada anterior, a edição foi disputada por um novo integrante, o Jequié. Os dez participantes desta edição foram:
- Atlântico Esporte Clube
- Esporte Clube Bahia
- Associação Desportiva Bahia de Feira
- Fluminense de Feira Futebol Clube
- Jacobina Esporte Clube
- Esporte Clube Jacuipense
- Associação Desportiva Jequié
- Sociedade Desportiva Juazeirense
- Esporte Clube Vitória
- Esporte Clube Primeiro Passo Vitória da Conquista

## Resultados

### Primeira fase
- Jacuipense e Jequié empataram no número de pontos. O posicionamento final foi determinado pelos critérios de desempate, o saldo de gols.
- Fonte: Federação Bahiana de Futebol.

### Fases finais
|  | Semifinais     | Semifinais | Semifinais | Semifinais |   |       | Final | Final | Final | Final |
|  |                |            |            |            |   |       |       |       |       |       |
|  | Juazeirense    | 0          | 0          | 0          |   |       |       |       |       |       |
|  | Bahia          | 0          | 3          | 3          |   |       |       |       |       |       |
|  | Bahia          | 0          | 3          | 3          |   | Bahia | 2     | 1     | 3     |       |
|  |                |            |            |            |   | Bahia | 2     | 1     | 3     |       |
|  |                | Vitória    | 1          | 0          | 1 |       |       |       |       |       |
|  | Bahia de Feira | Vitória    | 1          | 0          | 1 | 1     | 2     | 3     |       |       |
|  | Bahia de Feira |            |            |            |   | 1     | 2     | 3     |       |       |
|  | Vitória        | 1          | 3          | 4          |   |       |       |       |       |       |

- Em itálico, os clubes que possuem o mando de jogo na partida de ida. Em negrito, os vencedores do confronto.
- Este chaveamento foi adaptado para uma melhor visualização.
- Fonte: Federação Bahiana de Futebol